# 日野Ranger
日野Ranger（日文：日野・レンジャー），是日本日野汽車於1969年所推出的一款中型貨車車款，車身重量為介乎5.5-16噸之間。
面世以來日野Ranger曾經歷過四代設計，銷售市場主要是針對亞太國家和地區，包括台灣、香港、泰國、印尼、馬來西亞、澳洲、新西蘭等等，甚至銷售到英國和愛爾蘭。其主要競爭對手為五十鈴Forward、三菱Fighter、UD Condor和平治Axor。

## 歷史

### 第一代（1969-1980）

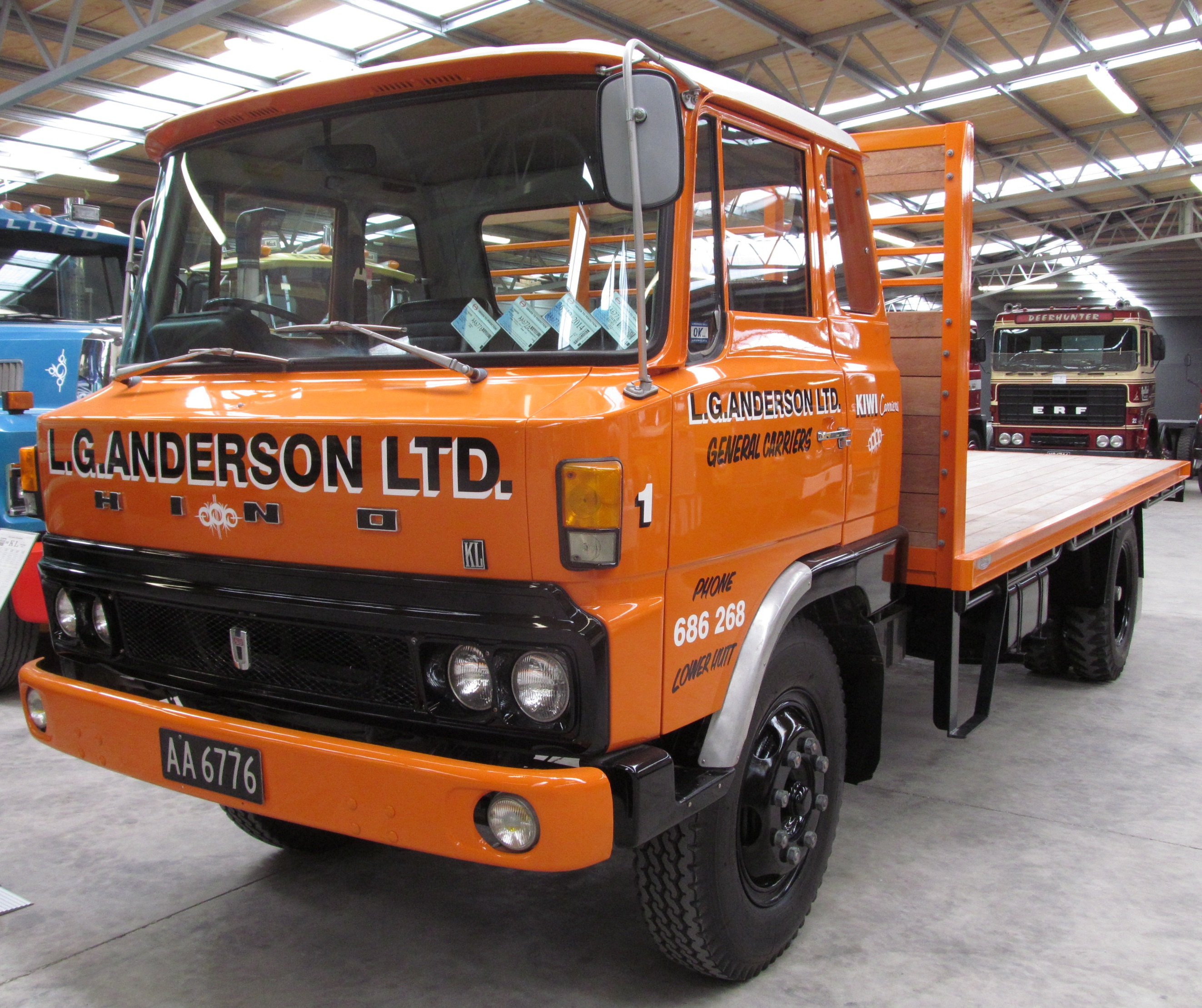
第一代Ranger

1969年日野正式推出第一代Ranger，可分為短軸距、中軸距和長軸距三個類別。短軸距被稱為KL300，中軸距有KL340、KL350，而長軸距則為KL360和KL380。車頭燈則不論什麼類別，皆為四個圓形。
引擎方面則為4.5升DQ100和5升EC100。
此車生產了超過十年，除了售往日本本土外，也有出口到亞洲其他地區，如香港、泰國、澳洲等等。其中在澳洲，日野Ranger是以「豐田KL300」名義發售，全屬短軸距。

### 第二代（1980-1989）

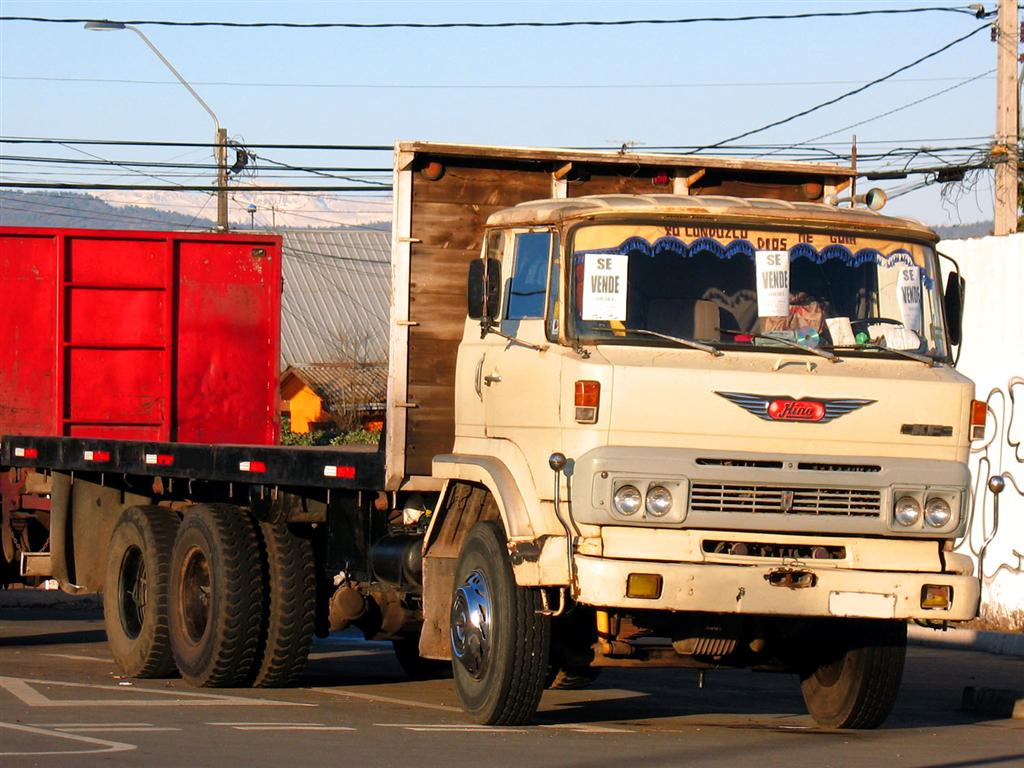
第二代Ranger

日野於1980年4月推出第二代Ranger。車型設計主要是在第一代基礎上改動，但較明顯的分別是：後期第二代版本，已由圓形車頭燈改為配備方頭。車頭乘客位部份，車門加多了一個安全窗口。而因應日本政府對汽車排放標準之修訂，日野Ranger曾於1980年和1983年兩度更改引擎排放系統。
第二代版本除了在日本生產外，於印尼也設有生產線。其中日本工廠是於1990年停止生產第二代，而印尼則繼續保留，一直至2003年為止。

### 第三代（1989-2002）

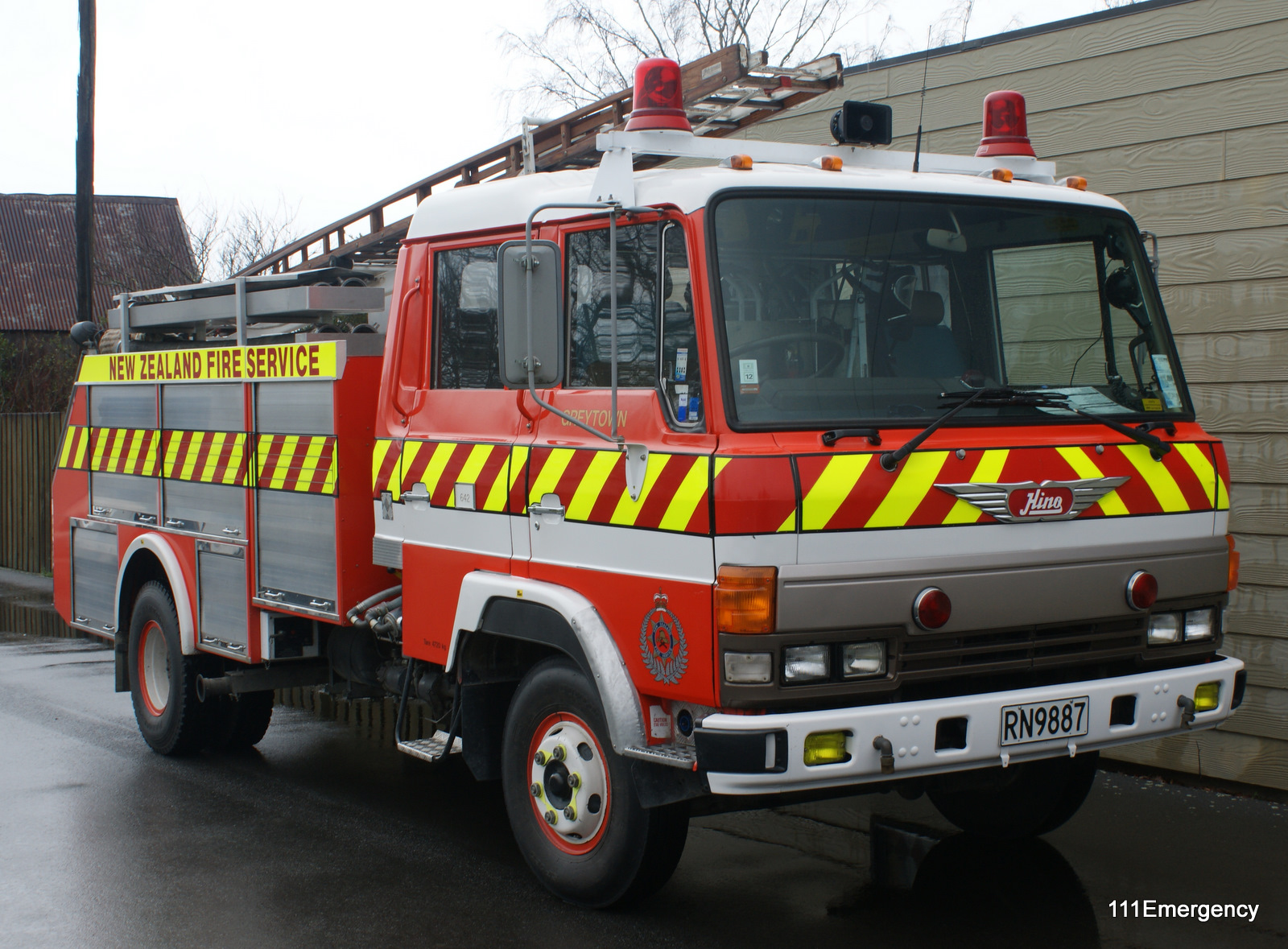
第三代Ranger

第三代日野Ranger，整個設計已與上兩代大有分別。其中車頭燈改為兩個長方形。引擎方面則改用J05C、J07C、J08C三款引擎。在1994年日本排放法例再度修訂時，引擎排放標準也相應更改了。
除了在日本和其他亞洲國家、地區外發售外，第三代也開始出口到北美洲。
在日本此版本出售時有三個名稱，分別是Cruising Ranger(1989年，當時找來美國女演員Diane Lane代言)、Rising Ranger(1994年小改款)、Space Ranger(1999年最終改款)。而在北美則更不是用「Ranger」此一名稱，而是用FA1517、FB1817、FD2320、FE2620、FF3020、SG3320、SG3325這幾個名稱。前兩個數字表示車輛重量等級，而最後兩個數字則是引擎的動力；在台灣由國瑞汽車生產，一樣沒有用Ranger名稱，而是命名為「福將」，型號為MFG、MFD、MGH三款，另在1995-1997年間推出小改款並改掛現行HINO車標。
由於第二代Ranger仍繼續在印尼生產，第三代Ranger在推出時並沒有進入印尼市場。

### 第四代（2002-）

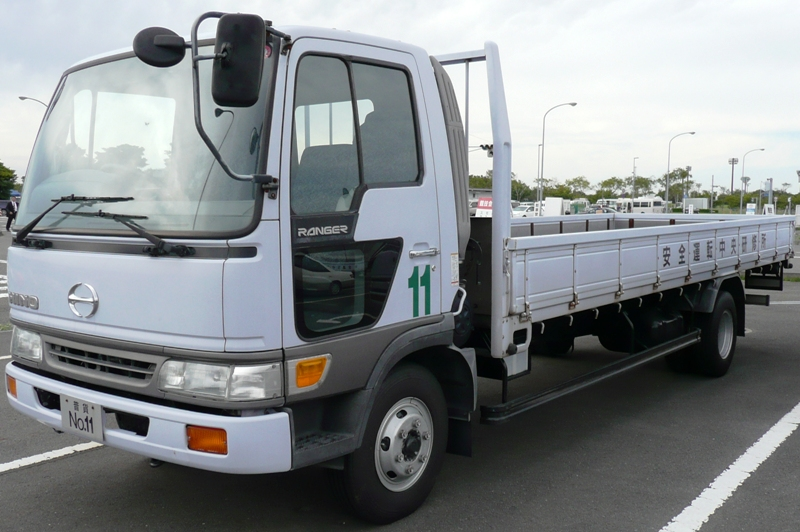
第四代Ranger

第四代Ranger有好幾個名稱。在日本是被稱作Ranger Pro；印尼稱為Super Ranger或者Jumbo Ranger；其他地方則一律稱日野500，台灣市場也叫「新福將」。
其最大改動是車頭燈被安放在防撞桿上。雖然是中型貨車，但能夠設計成重型貨車模式，例如牽引車。引擎繼續採用J05E、J07E、J08E，排放率因應日本排放法規標準，被控制在85%以下。
第四代車型延續了日野Ranger在亞洲之強勢。如在市場佔有率一直都不高之印尼，自2000年開始已經穩佔市場第一位。其中最暢銷之車款正是日野Ranger。
另外在日本，日野Ranger還推出了油電混合動力版本。

## 外部連結
- 日野Ranger官方網站 (日本語) （页面存档备份，存于）